# Titan Cement
Titan Cement ist ein griechischer Konzern mit Sitz in Athen. Er gehört zu den größten Zuschlagstoff- und Zementherstellern weltweit. Die Zementproduktion des Unternehmens beträgt in Griechenland 6 Mio. Tonnen (was einem Marktanteil von 40 % entspricht), die größte Produktion ist jedoch im Ausland. Der Umsatz betrug 2007 1,497 Mrd. €. Das Unternehmen ist im Athex Composite Share Price Index an der Athener Börse gelistet.

## Geschichte
Die TITAN Cement wurde 1902 gegründet und wird seit 1912 an der Athener Börse gehandelt. 1999 wurde ein Joint-venture mit Lafarge begonnen, 2000 wurde Tarmac Inc. übernommen. Weltweit unterhält Titan 11 Zementwerke, davon 4 in Griechenland, 2 in den USA (Virginia und Florida), 3 in Südosteuropa und 2 im Nahen Osten. Weiterhin 67 verarbeitende Betriebe u. a.
Die Hauptverwaltung des Unternehmens befindet sich im Athener Stadtteil Ano Patissia.